# هیومانزویل
هیومانزویل (به انگلیسی: Humansville) یک منطقهٔ مسکونی در ایالات متحده آمریکا است که در شهرستان پالک، میزوری واقع شده‌است. هیومانزویل ۳٫۰۸ کیلومتر مربع مساحت و ۱٬۰۴۸ نفر جمعیت دارد و ۲۹۴ متر بالاتر از سطح دریا قرار دارد.